# 新法蘭西
新法蘭西（法語：Nouvelle-France，發音：[nuvɛl fʁɑ̃s]），法國位於北美洲的殖民地。北起哈德遜灣，南至墨西哥灣，包含圣劳伦斯河及密西西比河流域，劃分成加拿大、阿卡迪亞、紐芬蘭島、路易斯安那四個區域。

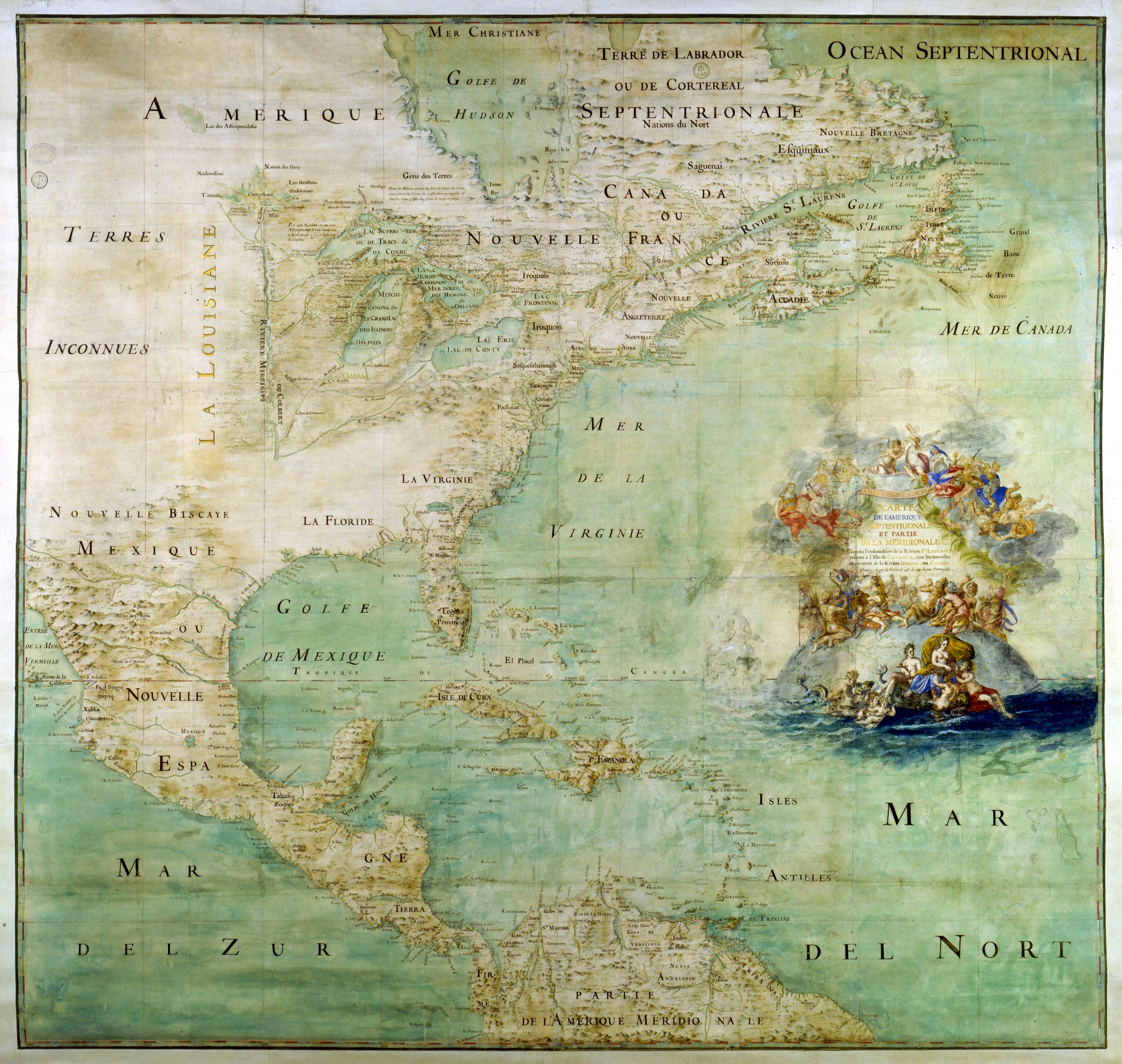
1681年的北美洲地圖

1524年，義大利航海家維拉薩諾探索了北美洲東岸並為新土地命名為“弗兰切斯卡”（Francesca），以紀念法國國王法蘭索瓦一世。但是，法國大部分人最初對這裡未感興趣。然而，法國漁船繼續航行當地；而法國客商亦很快體會聖勞倫斯地區有大量可貴的毛皮，特別是海狸的毛皮在歐洲十分罕見。最終，法國人決定在此地拓殖，以擴展其在美洲的影響力。
為了保持毛皮貿易，法國人萨缪尔·德·尚普兰與當地的阿貢昆人和Montagnais人合作，對抗由其他原住民族組成的易洛魁聯盟。他亦準備送年輕的法國人與當地人生活，學習他們的語言和風俗，以幫助法國人適應在北美洲的生活。這些人擴大了法國對南部和西部的影響。
當時南部的英國十三殖民地人口眾多，而且十分富裕。路易十三的主要大臣黎塞留希望可以讓新法蘭西像英國殖民地一樣富裕。他在新法蘭西投資，任命尚普兰為新法蘭西的总督。
之後，路易十四也禁止了非羅馬天主教徒居住在新法蘭西，使許多人改住在英國殖民地。
至18世纪中叶，法国定居点仍然发展较好。人口大约70000人，主要是靠自然增长。在法国统治下的欧洲人人口增长缓慢。南部沿着大西洋海岸的十三殖民地人口不断增长，并且有更多来自欧洲的移民。至1760年代，约有160万人居住在英国殖民地。人口与新法兰西相比是23比1。1763年七年战争结束后，英国接管了新法兰西北部地区，1867年这些地区被并入加拿大。在七年战争期间，为了防止英国获得路易斯安那，法国秘密地将其割让给西班牙。更具第三次圣伊德方索条约，西班牙将路易斯安那归还法国。法国于1803年将路易斯安那领地出售给美国，使美国的领土面积扩大了一倍。
在前新法兰西的领土中，目前只剩下圣皮埃尔和密克隆仍由法国控制。

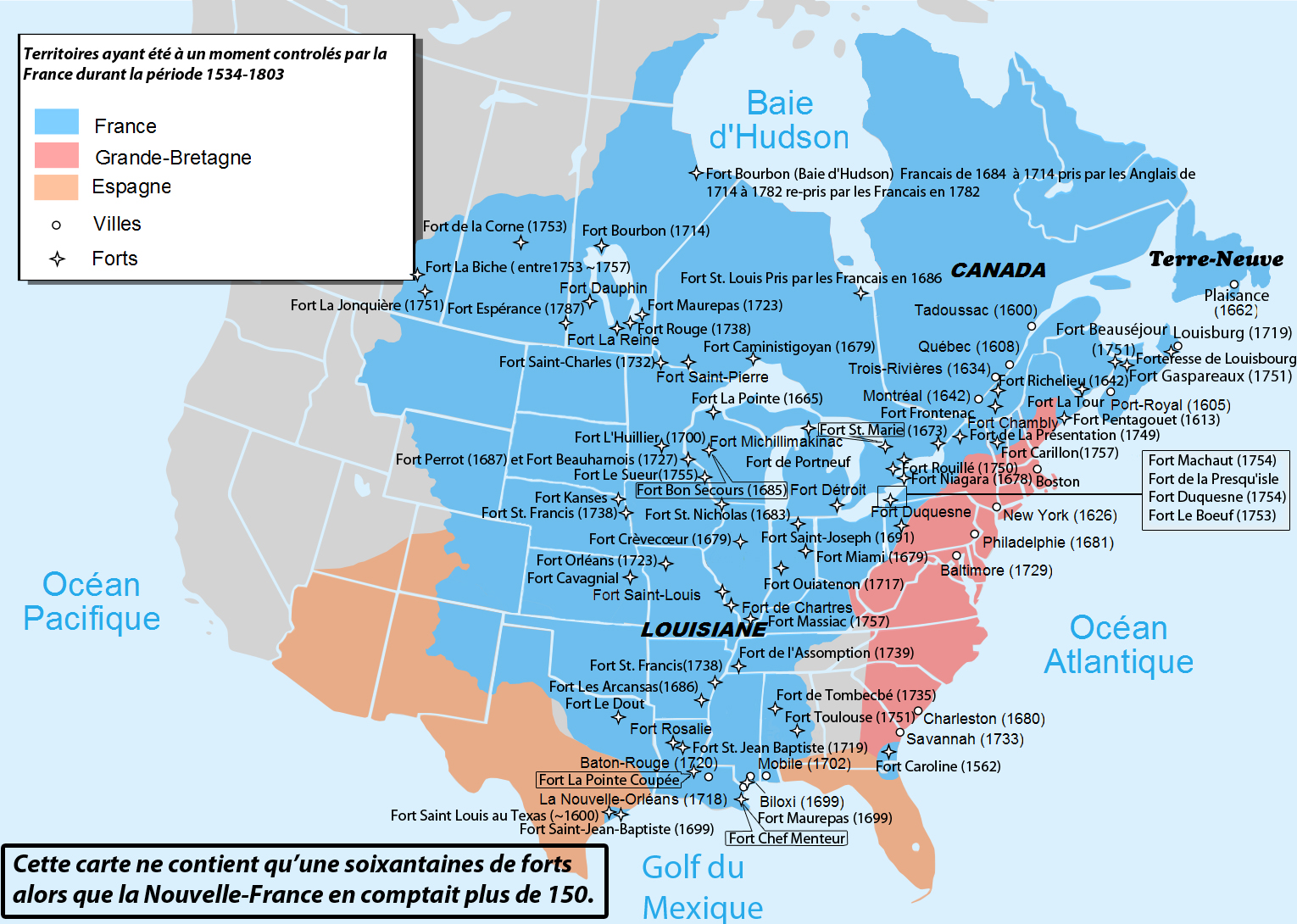
上圖藍色為新法蘭西殖民地的疆域，紅色為英國的十三殖民地，黃色為西班牙新西班牙殖民地的佛羅里達與墨西哥地區